# Мушук, Эдуард Иванович
Эдуард Иванович Мушук (рум. Eduard Mușuc; род. 25 сентября 1975, Бельцы, Молдавская ССР, СССР) — молдавский политик. В прошлом — депутат парламента Республики Молдова, председатель Муниципального совета Кишинёва с 6 июня 2008 по 13 февраля 2009 года.

## Биография
Эдуард Мушук родился 25 сентября 1975 года в городе Бельцы, образование — Университет гуманитарных наук Молдовы по специальности международные экономические отношения.
- 1995—1997 — заместитель генерального директора, ООО «MMT».
- 1997—2003 — генеральный директор, ООО «Megadat Com».
- 2003—2004 — президент, ООО «Megadat Com».
- 2006—2007 — председатель Социал-демократической партии Молдовы (СДП).
- 2007—2009 — генеральный секретарь СДП.

Участвовал в выборах генерального примара (мэра) Кишинёва 2007 года, набрал в первом туре 3,0 % голосов и не прошёл во второй тур.
- 2007—2009 — советник Муниципального совета Кишинёва.
- 2008—2009 — председатель Муниципального совета Кишинёва. Эдуард Мушук был избран на пост председателя 6 июня 2008 года голосами 27 членов фракций ПКРМ, ХДНП и СДП. На этой должности он сменил лидера Либеральной партии Михая Гимпу. 13 февраля 2009 года Эдуард Мушук отправлен в отставку 30 советников МСК[2].
- С 2009 года — по настоящее время — депутат парламента Республики Молдова, фракция ПКРМ.

Женат, двое детей.